# La Malahá
La Malahá település Spanyolországban, Granada tartományban. La Malahá Alhendín, Escúzar, Ventas de Huelma, Chimeneas és Las Gabias községekkel határos. Lakosainak száma 1872 fő (2024).

## Népesség
A település népessége az elmúlt években az alábbi módon változott:
| Lakosok száma | 1661 | 1656 | 1703 | 1812 | 1828 | 1853 | 1821 | 1781 | 1788 | 1872 |
|               | 2001 | 2004 | 2006 | 2009 | 2011 | 2014 | 2016 | 2019 | 2021 | 2024 |